# José Luis López Sánchez-Toda

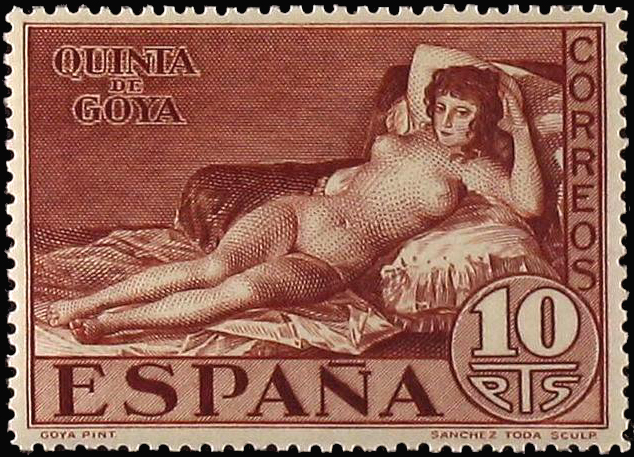
Sello de La maja desnuda de 1930 grabado por José Luis López Sánchez-Toda.

José Luis López Sánchez-Toda (1901-1975) fue un grabador español. Sánchez-Toda nació en una típica familia de clase media en Madrid el 30 de abril de 1901. Ingresó en la Escuela Superior de Bellas Artes de Madrid y tras terminar entró a trabajar en la Fábrica Nacional de Moneda y Timbre (FNMT) en 1924 donde permaneció hasta su jubilación. Diseñó y grabó más de 100 sellos y la mayoría de los billetes emitidos desde 1937. Estuvo al frente de la sección de Grabado de la FNMT y fue profesor en la Escuela Nacional de Artes Gráficas. Fue el autor de la primera moneda acuñada en zona sublevada, una moneda de 25 céntimos de peseta de Francisco Franco, que llevaba el lema «España, una, grande, libre. 1937. II Año Triunfal». Está realizada en la aleación de cuproníquel y pueden apreciarse las iniciales ST del grabador.
El 5 de junio de 1998 Correos realizó una emisión titulada «grabadores españoles» que incluía una tirada de 2,5 millones de sellos con un valor facial de 70 pesetas con la efigie de López Sánchez-Toda y uno de sus grabados.